# Locked Down
Pour plus de détails, voir Fiche technique et Distribution.
Locked Down ou Confinement au Québec est une comédie romantique américano-britannique réalisée par Doug Liman, sortie en 2021.

## Synopsis
À Londres, Linda et Paxton sont en pleine séparation. Mais en raison de la pandémie de Covid-19 et du confinement, ils vont devoir cohabiter encore un moment, entre télétravail et multiples disputes, vingt-quatre heures sur vingt-quatre. Ils vont alors élaborer un plan pour braquer la bijouterie du grand magasin de luxe Harrods.

## Fiche technique
Sauf indication contraire, les informations mentionnées dans cette section peuvent être confirmées par la base de données cinématographiques IMDb,  présente dans la section « Liens externes ».
- Titre original et français : Locked Down
- Titre de travail : Lockdown
- Titre québécois : Confinement
- Réalisation : Doug Liman
- Scénario : Steven Knight
- Musique : John Powell
- Décors : Laura Conway-Gordon
- Photographie : Remi Adefarasin
- Montage : Saar Klein
- Production : Michael Lesslie, P. J. van Sandwijk, Alison Winter

Coproduction : Julianne Jordan
Production déléguée : Alastair Burlingham, Stuart Ford, Doug Liman, Miguel Palos et Richard Whelan
- Sociétés de production : Storyteller Productions ; AGC Studios, Hypnotic et Nebulastar (coproductions)
- Sociétés de distribution : HBO Max (États-Unis), Warner Bros. France (France)
- Budget : 10 millions de dollars[1]
- Pays d'origine :  États-Unis,  Royaume-Uni
- Langue originale : anglais
- Format : couleur - 1.85:1
- Genre : comédie romantique
- Durée : 118 minutes
- Dates de sortie [2] :
  - États-Unis : 14 janvier 2021 (HBO Max)
  - Royaume-Uni : 5 mars 2021
  - France : 17 août 2021 (VOD)

## Distribution
- Anne Hathaway (VF : Caroline Victoria) : Linda
- Chiwetel Ejiofor (VF : Frantz Confiac) : Paxton
- Ben Stiller (VF : Maurice Decoster) : Guy
- Stephen Merchant (VF : Benoît DuPac) : Michael Morgan
- Dulé Hill : David
- Jazmyn Simon : Maria
- Katie Leung : Natasha
- Mark Gatiss : Donald
- Mindy Kaling : Kate
- Ben Kingsley (VF : Féodor Atkine) : Malcolm
- Lucy Boynton : Charlotte

## Production

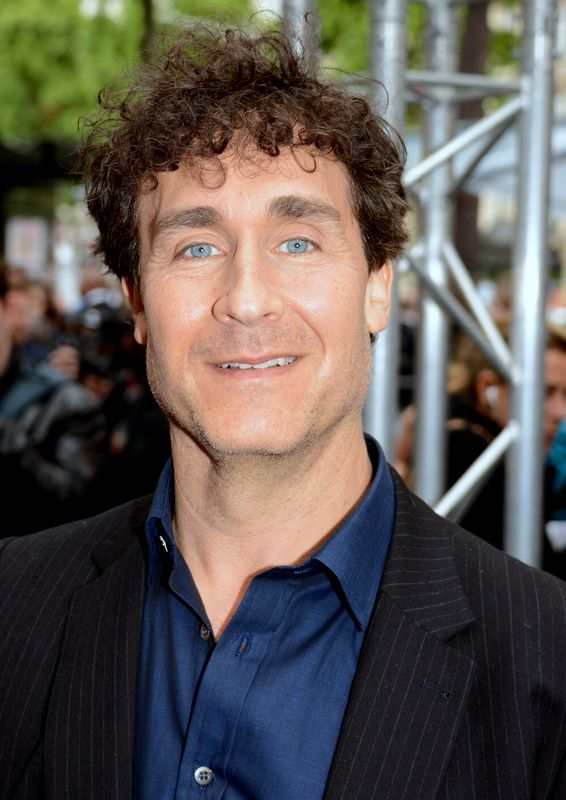
Doug Liman, 2014.

En septembre 2020, le film est annoncé sous le titre Lockdown, avec Doug Liman comme réalisateur et Steven Knight au scénario. Anne Hathaway est annoncée comme tête d'affiche. Le tournage débute plus tard le même mois à Londres, alors que la distribution se complète avec les arrivées Chiwetel Ejiofor, Ben Stiller, Lily James, Stephen Merchant, Dulé Hill, Jazmyn Simon et Mark Gatiss,. En octobre, Mindy Kaling, Ben Kingsley et Lucy Boynton sont également annoncés, la dernière remplaçant finalement Lily James. Le tournage s'est déroulé avec un protocole sanitaire très strict malgré un budget limité de 10 millions de dollars.

## Accueil

### Sortie et diffusion
Le film est acquis par HBO Max en décembre 2020, pour une sortie prévue début 2021. Le même mois, WarnerMedia annonce que le film, rebaptisé Locked Down, sortira en janvier 2021.